# Józef Choroba-Chrobowski
Józef Choroba-Chrobowski (ur. 13 marca 1899 w Kuźni Raciborskiej - zm. tamże) – powstaniec śląski.
Urodził się w rodzinie chłopskiej, syn Augusta i Franciszki z domu Piechniczek. Była to rodzina z wielkimi i długimi polskimi tradycjami. Z zawodu  był cieślą mieszkał w Kuźni Raciborskiej. Podczas I wojny światowej służył w armii niemieckiej jako szeregowy. Ukończył kurs lotniczy "Werftschule". 
Gdy w grudniu 1918 wysłano go do tłumienia Powstania Wielkopolskiego przeszedł na stronę powstańców. Po powrocie na Śląsk w marcu 1919 wstąpił do Polskiej Organizacji Wojskowej Górnego Śląska której pod ps. "Ernst Weiner" był organizatorem POW jako starszy podoficer, rejonowy w Kuźni Raciborskiej (maj 1920). w okręgu VI (raciborsko-rybnickim). Pełnił także funkcję kuriera powiatu raciborskiego. W 1920 wysłano go na kurs wojskowy do Warszawy.  Po wybuchu III powstania śląskiego dowodził kuźniańską 1 kompanią 4 pułku strzelców raciborskich, z którym przeszedł cały szlak bojowy. Po ustaleniu granicy polsko-niemieckiej, włączającej Kuźnię Raciborską w obręb Niemiec wyjechał do centralnej Polski. W okresie międzywojennym służył jako zawodowy podoficer w Wojsku Polskim. W 1930 zmienił nazwisko na Chrobowski. Brał udział w obronie Polski we wrześniu 1939, w trakcie której trafił do niemieckiej niewoli.
W 1945 wrócił na Śląsk i do Kuźni Raciborskiej. Tutaj został zastępcą wójta gminy, organizował struktury polskiej władzy samorządowej, uruchamiał tartak, współtworzył sieć handlowo-zaopatrzeniową w gminie. Spoczywa na cmentarzu parafialnym w swojej rodzinnej Kuźni Raciborskiej.

## Odznaczony
Krzyż Kawalerski Orderu Odrodzenia Polski